# 庶妃嘉穆瑚觉罗氏
庶妃嘉穆瑚觉罗氏（?—?），世居嘉木湖地方 (今辽宁省抚顺市新宾满族自治县苏子河流域) 。滿洲正白旗人。明末茅瑞徵著《东夷考略》稱其為真奇。清朝太祖努尔哈赤的庶妃。

## 生平
嘉穆瑚觉罗氏是貝浑巴晏之女，父亲貝渾巴晏圖謀背叛努爾哈赤去依附哈達。努爾哈赤命額亦都（其女穆庫什的第二任丈夫）前去討伐父子五人，並且懸首示眾以示儆戒。她可能因此成为努尔哈赤的妾室，时在万历十九年（1591年）之前。
万历二十年（1592年）十一月初十日，嘉穆瑚觉罗氏生镇国恪僖公巴布泰。万历二十三年（1595年），生和硕公主穆库什。万历二十四年（1596年）十一月二十八日，生镇国将军巴布海。万历二十五年（1597年），生皇五女（嫁给巴图鲁额亦都次子达启）。萬歷二十八年 (1600年) ，生皇六女（嫁给海西女真叶赫那拉氏苏鼐）。努尔哈赤时代，妻妾皆无正式的册封。后世文献将嘉穆瑚觉罗氏称为庶妃，其地位当是福晋之下的妾室或婢妾。
順治三年，嘉穆瑚觉罗氏已出宮居住。康熙初年去世。根據《欽定盛京通志·卷二十一》的記載，在清福陵右邊的壽康太妃園寢一共有三座丘塚，中間的大丘塚屬於壽康太妃，兩側的大丘屬於安布福晉和綽奇德和母。綽奇德和母即绰奇福晋。安布福晉身份有争议，是否属于庶妃嘉穆瑚觉罗氏，不得而知。
另外，清末林熙春所撰的《國朝掌故輯要》卷一稱「庶妃阿代氏生陽古代，生塔拜，生巴布泰，生巴布海，生頼慕布」。事實上，湯古代與塔拜的生母應為庶妃鈕祜祿氏，巴布泰與巴布海的生母應為庶妃嘉穆瑚覺羅氏，而賴慕布的生母應為庶妃西林覺羅氏。「庶妃阿代氏」此稱謂的實際來源尚不明確，且目前無法確定它是否為庶妃鈕祜祿氏、嘉穆瑚覺羅氏或西林覺羅氏中某一位庶妃的另一種姓氏寫法，有待未來進一步考證。

## 相關
- 清朝皇后及妃嬪列表